# Justicia sessilis
Justicia sessilis är en akantusväxtart som beskrevs av Nikolaus Joseph von Jacquin. Justicia sessilis ingår i släktet Justicia och familjen akantusväxter. Inga underarter finns listade i Catalogue of Life.